# Gopnik

Một gopnik Nga đang ngồi trên cầu thang của một khu chung cư kiểu khrushchevka (2016)

Gopnik là từ dùng để chỉ thành phần của một tiểu văn hóa tội phạm tại Nga, Ukraina, Belarus và một số các quốc gia hậu Xô viết – thường là nam thanh niên (hoặc nữ, gọi là gopnitsa) xuất thân từ tầng lớp lao động thành thị.
Danh từ tập hợp chỉ nhóm này là gopota (tiếng Nga: гопота). Tiểu văn hóa gopota bắt nguồn từ các cộng đồng công nhân vào cuối thời kỳ Đế quốc Nga và dần phát triển ngầm trong nửa sau thế kỷ 20 ở nhiều thành phố thuộc Liên Xô. Ngay cả trước thời kỳ phát triển đỉnh cao vào những năm 1990 – sau khi Liên Xô tan rã và tình trạng nghèo đói đang lan rộng – nền "văn hóa gopnik" đã tồn tại trong xã hội Xô Viết. Thanh niên từ các khu lao động thường nổi loạn chống lại những người không theo chuẩn mực (neformaly) và quấy rối những người yêu thích nhạc phương Tây, vốn đang ngày càng phổ biến trong xã hội Liên Xô vào thập niên 1980.

## Từ nguyên học
Người ta thường lý giải rằng từ "gopnik" có liên hệ với từ viết tắt GOP, bắt nguồn từ cụm từ городское общество призора (Gorodskoye Obshchestvo Prizora, nghĩa là "Hội phúc lợi đô thị") – một tổ chức từng có nhiệm vụ cung cấp nơi ở cho người vô gia cư. Một giả thuyết khác cho rằng từ này xuất phát từ từ tượng thanh гоп (gop), có nghĩa là "nhảy" hoặc "lao tới", liên hệ với các từ lóng khác như го́пать (gopat) hoặc гоп-стоп (gop-stop) – tức là hành vi chặn đường để cướp hoặc trấn lột.

## Vẻ ngoài và cách hành xử đặc trưng

"Ngồi xổm kiểu Slav"

Gopnik thường được nhìn thấy hay mặc trang phục thể thao Adidas, trang phục này phổ biến nhờ đội tuyển Liên Xô tại Thế vận hội Mùa hè 1980 ở Moskva. Trong khi hạt hướng dương (thông tục: semki [семки] hoặc semechki [семечки]) là món ăn vặt phổ biến tại Nga và Ukraina, hành vi nhai và nhổ vỏ bừa bãi nơi công cộng được xem là đặc trưng của gopnik.
Hình ảnh khuôn mẫu về một gopnik thường gắn với sự bảo thủ, hung hăng, kỳ thị đồng tính, dân tộc chủ nghĩa và phân biệt chủng tộc, cũng như có quan điểm bài phương Tây mạnh mẽ. Gopnik cũng thường bị gán với các hành vi lạm dụng chất kích thích và rượu, phạm tội và gây rối.
Một số ý kiến cho rằng những người khởi xướng phong cách nhạc hardbass ban đầu đã sáng tác thể loại này như một sự châm biếm hành vi của gopnik.

### Ngồi xổm
Gopnik thường được nhìn thấy trong tư thế ngồi xổm (từ lóng trong tiếng Nga gọi tư thế này là "на кортах" – na kortakh, viết tắt của "na kortochkakh", nghĩa là "ngồi xổm") hoặc "làm động tác của con cua" ("на крабе", na krabe). Đây được mô tả là hành vi có nguồn gốc từ văn hóa nhà tù Nga và Liên Xô – nhằm tránh phải ngồi trực tiếp lên nền đất lạnh. Thói quen ngồi xổm này ở Ba Lan gọi là "słowiański przykuc" (ngồi xổm kiểu Slav), đã trở thành một khuôn mẫu mới về người Nga tại Ba Lan. Tư thế này dần trở nên phổ biến kể từ năm 2019, thường đi kèm với hình ảnh say xỉn và nói tục (mat). Phong cách "ngồi xổm kiểu Slav" cũng lan rộng tại các nước phương Tây vào đầu thập niên 2010.